# Правителство на Александър Малинов 3 и 4
Третото и четвъртото правителство на Александър Малинов са тридесет и шесто и тридесет и седмо правителство на Царство България, назначени с Укази № 4 и № 11 от 21 юни 1918 г. и 17 октомври 1918 г. на цар Фердинанд Сакскобургготски. Управлява страната до 28 ноември 1918 г., след което е наследено от правителството на Теодор Теодоров.

## Политика

### Продължение на военните действия
Въпреки че е образувано от политически дейци на съглашенофилски партии, новото правителство обявява, че ще продължи войната „до победен край“. Тази позиция е продиктувана от твърдото решение на държавите от Съглашението да водят мирни преговори с България едва при безусловната ѝ капитулация. В началото на септември 1918 г. положението в българската армия на Южния фронт рязко се влошава. Не достигат дрехи, храна и боеприпаси, засилва се болшевишката пропаганда. Германия не изпраща предварително обещаните подкрепления. Съотношението в сила и бойна техника в повечето участъци от фронта е два до три пъти в полза на съглашенските войски.
На 18 септември същата година след продължителна подготовка и няколкодневни боеве съглашенските войски успяват да пробият българската отбрана при Добро поле и да заплашат с обръжение българските войски на запад от р. Вардар. Военните неуспехи и тежкото положение в тила стават основна причина за избухването на Войнишкото въстание. На 24 септември същата година въстанически отряди завземат Главната квартира на действащата армия. За да върнат войниците на фронта, от затвора са освободени лидерите на БЗНС Александър Стамболийски и Райко Даскалов. Убедили се в безнадежността на мисията, те застават начело на въстанието и на 27 септември същата година в Радомир обявяват България за република. През следващите два дни въстаниците правят опит да превземат София, но лошата им организация и бавното придвижване позволяват на правителството с германска помощ да ги разгроми. Раненият военен ръководител на въстанието д-р Даскалов и обявеният за министър-председател на републиката Стамболийски минават в нелегалност.

### Примирие
Въстанието принуждава българското правителство да иска примирие от съглашенското командване. То е подписано на 29 септември 1918 г. в Солун от Андрей Ляпчев и френския генерал Луи Франше д'Еспере. България се задължава незабавно да изтегли войските си от Гърция и Сърбия (границите от 1914 г.), да демобилизира и обезоръжи армията си, с изключение на три пехотни дивизии и четири полка кавалерия, да принуди германските, австро-унгарските и османските войски в срок от четири седмици да напуснат територията ѝ. В плен попадат около 100 хиляди български войници и офицери, заемали по време на военните действия позиции на запад от река Вардар. Държавите от Съглашението недвусмислено декларират, че оставането на цар Фердинанд на престола само ще влоши позициите на България при мирните преговори. Затова на 3 октомври същата година с манифест „към българския народ“ царят обявява своята абдикация. На престола се възкачва първородният му син Борис.
Непосредствено след подписването на примирието в Солун, България е окупирана от войски на Съглашението (без сръбски, румънски и гръцки, за да се избегнат изстъпления), които използват територията ѝ за военни действия срещу Турция и Германия. Два месеца по-късно, Румъния окупира Южна Добруджа. В знак на протест правителството на Александър Малинов подава оставка.

## Съставяне
Кабинетът, оглавен от Александър Малинов, е образуван от дейци на Демократическата и Радикалдемократическата партия.

### Кабинет
Сформира се от следните 10 министри:
| министерство                                | име | име                | партия                       |
| ------------------------------------------- | --- | ------------------ | ---------------------------- |
| председател на Министерския съвет           |     | Александър Малинов | Демократическа партия        |
| вътрешни работи и народно здраве            |     | Михаил Такев       | Демократическа партия        |
| външни работи и изповедания                 |     | Александър Малинов | Демократическа партия        |
| народно просвещение                         |     | Стоян Костурков    | Радикалдемократическа партия |
| финанси                                     |     | Андрей Ляпчев      | Демократическа партия        |
| правосъдие                                  |     | Йосиф Фаденхехт    | Радикалдемократическа партия |
| война                                       |     | Сава Савов         | военен                       |
| търговия, промишленост и труда              |     | Георги Данаилов    | Демократическа партия        |
| земеделие и държавни имоти                  |     | Рашко Маджаров     | Демократическа партия        |
| обществени сгради, пътища и благоустройство |     | Никола Мушанов     | Демократическа партия        |
| железници, пощи и телеграфи                 |     | Владимир Моллов    | Демократическа партия        |

### Промени в кабинета

#### от 17 октомври 1918
- След назначаване на новото правителство на 17 октомври 1918 г. министерския съвет претърпява следните промени;

| министерство                                | име | име                  | партия                |
| ------------------------------------------- | --- | -------------------- | --------------------- |
| правосъдие                                  |     | Александър Малинов   | Демократическа партия |
| външни работи и изповедания                 |     | Теодор Теодоров      | Народна партия        |
| земеделие и държавни имоти                  |     | Андрей Ляпчев (упр.) | Демократическа партия |
| търговия, промишленост и труда              |     | Янко Сакъзов         | БРСДП (ш.с.)          |
| железници, пощи и телеграфи                 |     | Никола Мушанов       | Демократическа партия |
| обществени сгради, пътища и благоустройство |     | Цанко Церковски      | БЗНС                  |

## Събития
- 27 септември 1918 – Обявена е Радомирската република, начело с министър-председател Александър Стамболийски.